# Pioneer 3
Pioneer 3 – nieudany pierwszy statek kosmiczny, który miał opuścić ziemskie pole grawitacyjne. Planowano, że minie Księżyc, wejdzie na orbitę okołosłoneczną, zbada pasy radiacyjne i sprawdzi działanie spustu aparatów fotograficznych (których jednak na pokładzie statku nie było). Misja nie powiodła się w całości – statek osiągnął jedynie trajektorię balistyczną z wysokością maksymalną 102 360 km, częściowo wykonał powierzone mu pomiary naukowe, po czym spłonął w ziemskiej atmosferze. Był czwartą z rzędu nieudaną misją programu Pioneer. Pioneer 3 powtórzył osiągnięcia Pioneera 1, tylko osiągnięta wysokość była trochę mniejsza.

## Opis misji
Pierwszym stopniem rakiety był zmodyfikowany Jupiter, a za górne stopnie posłużył pęk małych rakiet na paliwo stałe – Sergeant. Wszystkie szczęśliwie odpaliły. Plan misji zakładał, że sonda minie Księżyc po 33,75 godziny lotu i wejdzie na orbitę okołosłoneczną. Jednakże źle dobrana ilość paliwa spowodowała wyłączenie się pierwszego stopnia rakiety o 3,7 sekundy za wcześnie – statek otrzymał przyspieszenie za małe do wydostania się z ziemskiego pola grawitacyjnego (zaledwie kilkaset kilometrów na godzinę). Ponadto wystartował pod zbyt wielkim kątem (kąt wyjścia wynosił ok. 71°, zamiast 68°). Przed upadkiem na Ziemię statek wzniósł się na wysokość 102 360 km, po 19 godzinach lotu. Wejście w atmosferę nastąpiło 7 grudnia (19:51 UTC), a miejsce upadku określają współrzędne: 16,4° N; 18,6° E. Próbnik nadawał przez około 25 godzin z podróży trwającej 38 godz, i 6 min. Niedobór 13 godzin był spowodowany lokalizacją stacji śledzenia, które w tym czasie nie były widoczne dla statku. Dane zwrócone przez statek wskazywały, że przez większość czasu temperatura wewnątrz statku wynosiła około 43 °C. Dane liczników promieniowania miały istotną wartość naukową, gdyż wskazywały istnienie dwóch oddzielnych pasów radiacyjnych.

## Budowa i działanie
Pioneer 3 i Pioneer 4 były bliźniaczymi konstrukcjami. Satelita miał masę 5,87 kg i kształt stożka o wysokości 0,58 m i średnicy 0,28 m. Był wykonany z pozłacanego włókna szklanego, które zapewniało przewodność elektryczną kadłuba. Pomalowany był w pasy, dla regulacji temperatury. Zasilanie odbywało się z baterii rtęciowej. Antenę stanowił kadłub statku wraz z cienkim bolcem umieszczonym na jego szczycie. W środku podstawy sondy umieszczono czujnik fotoelektryczny sprzężony z dwiema fotokomórkami, będący częścią mechanizmu spustowego aparatów fotograficznych. Miał on zostać aktywowany światłem Księżyca, gdy sonda znalazłaby się w odległości ok. 30 000 km od naszego satelity.
Mechanizm derotacji składał się z dwóch 7-gramowych ciężarków umieszczonych na 150 cm lince (zwiniętej). Hydrauliczny czasomierz wyzwalał szpulę po 10 godz. od startu. Linki odwijały się i nadawały całości ruch obrotowy, który przeciwdziałał dotychczasowym obrotom sondy. Po zwolnieniu obrotów statku, z 400 do 6 obr./min., ciężarki były odrzucane.

## Ładunek
- 2 liczniki Geigera-Mullera
- Układ spustowy systemu fotograficznego (bez aparatów)
- Nadajnik radiowy: 960,05 MHz; masa 0,5 kg; syg. FM o mocy 0,1 W

## Ciekawostka
Sonda była na tyle mała, że jeden z dyrektorów Jet Propulsion Laboratory, Dan Schneiderman, osobiście zawiózł ją na przylądek Canaveral pasażerskim samolotem, stawiając umieszczony w pudełku statek kosmiczny na sąsiednim siedzeniu.